# Hegelweg 1 (Oberderdingen)

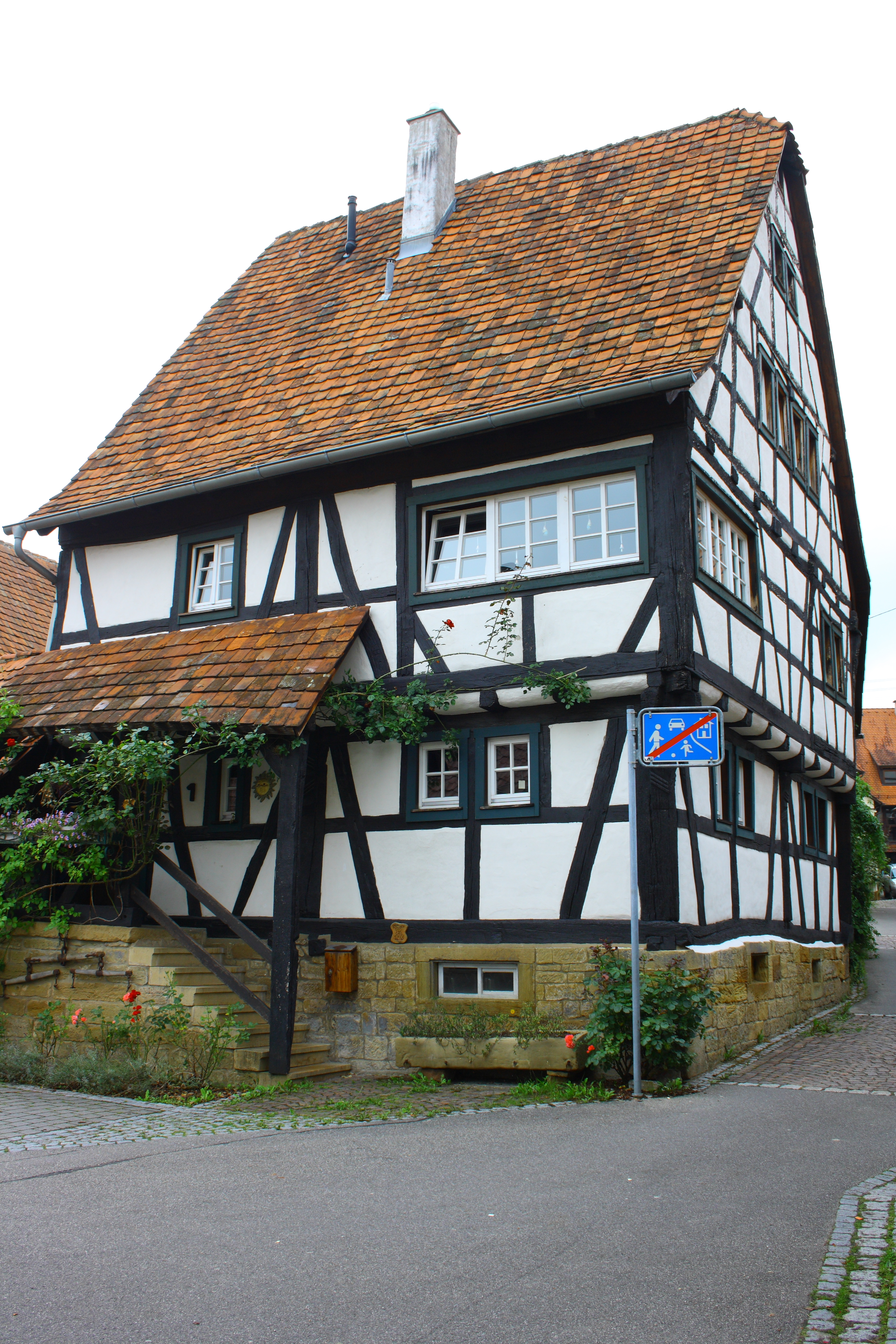
Fachwerkhaus Hegelweg 1 in Oberderdingen

Das Gebäude Hegelweg 1 ist ein Fachwerkhaus in Oberderdingen, einer Stadt im Landkreis Karlsruhe in Baden-Württemberg, das um 1500 errichtet wurde. Das Gebäude ist ein geschütztes Baudenkmal.

## Beschreibung
Das im Ortskern stehende Gebäude ist das älteste Fachwerkhaus in Oberderdingen. Auf dem massiven Keller stehen zwei Fachwerkstöcke und drei Dachstöcke mit kleiner Abwalmung. Das Gebäude mit fast quadratischem Grundriss ist einmal längs- und einmal quergeteilt. Am östlichen Giebel befindet sich ein kleiner Anbau, der später hinzugefügt wurde. Nahezu alle Fenster des Fachwerkhauses sind in ihrer ursprünglichen Größe erhalten und das Haus ist mit Biberschwänzen gedeckt. Der Oberstock kragt kräftig vor und der Bretterfußboden ist zwischen den Balken und der Wandschwelle gut sichtbar. 
Als Zierformen sind kurze Fußbänder und Knaggen zu sehen, die aus vollem Holz herausgearbeitet sind. 